# Saint-Urbain (Finistère)
Saint-Urbain is een gemeente in het Franse departement Finistère (regio Bretagne). De plaats maakt deel uit van het arrondissement Brest. Saint-Urbain telde op 1 januari 2022 1.669 inwoners.

## Geografie
De oppervlakte van Saint-Urbain bedroeg op 1 januari 2022 15,21 vierkante kilometer; de bevolkingsdichtheid was toen 109,7 inwoners per km².

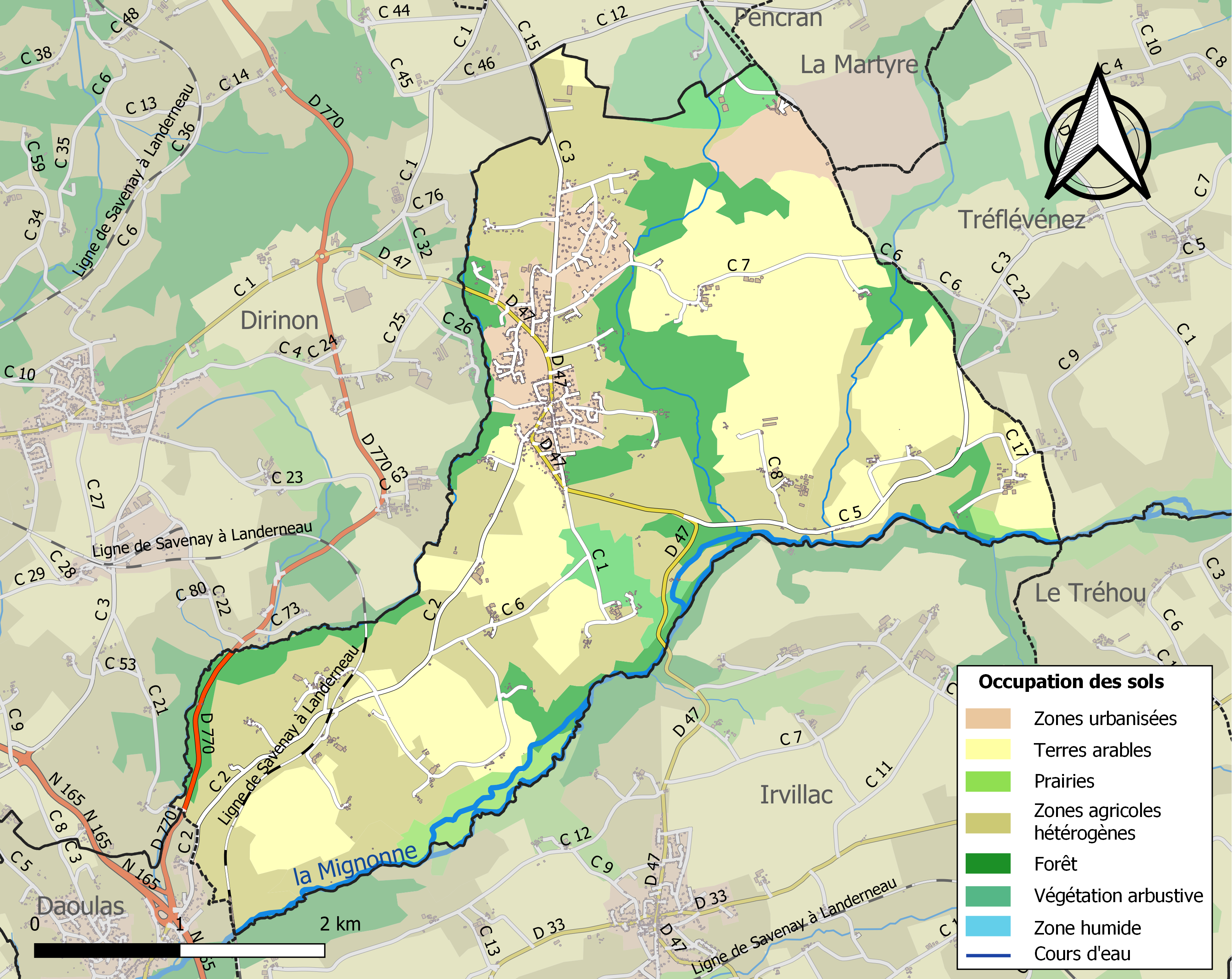
Kaart van de gemeente met belangrijkste infrastructuur, bodemgebruik en omliggende gemeenten

## Demografie
Onderstaande figuur toont het verloop van het inwonertal (bron: INSEE-tellingen).